# Зима Тетяна Миколаївна
Тетя́на Микола́ївна Зима́ (нар. 4 серпня 1958, Кам'янець-Подільський Хмельницької області) — українська художниця монументально-декоративного мистецтва. Член Національної спілки художників України від 1990 року.

## Біографічні відомості
1989 року закінчила Київський державний художній інститут (нині НАОМА — Національна академія образотворчого мистецтва і архітектури).